# Pediasia abbreviatellus
Pediasia abbreviatellus är en fjärilsart som beskrevs av Francis Walker 1866. Pediasia abbreviatellus ingår i släktet Pediasia och familjen Crambidae. Inga underarter finns listade i Catalogue of Life.